# 異分析
異分析（いぶんせき）は、誤解に基づいて、ある語に本来の語源・語構成と異なる解釈を行うことをいう。「異分析」（英語: metanalysis < meta- + analysis）という用語はオットー・イェスペルセンが考案したものだが、元々は文の構造を別の構造として解釈することを含んでいた。現在はこれは再分析あるいは再解釈と呼ばれ、異分析には含めない。
民間語源は異分析に基づくものが多い。例えば、「あかぎれ」は「赤切れ」と思われているが、元の「あかがり」の「あ」は「足」の意味で「かがり（かかり）」は「ひびが切れる」という意味の「かかる（皸る）」。「あ＋かぎれ」が「あか＋ぎれ」とされるようになった。

## 日本語
- 気球は元は「軽気球」と呼ばれた。これは「軽気」＋「球」で、軽気の入った球の意味であるが、「軽」＋「気球」と異分析され、「軽」が無くなって単に「気球」になった。
- 「ハイジャック」は英語の hijack から来た外来語であるが、「ハイ」が high と誤解されて、飛行機ハイジャックだけに使われるようになり、「バスジャック」などと言うようになった。
- 「おぼつきません」という表現は、「覚束（）ない」という形容詞が「おぼつか（動詞『おぼつく』の未然形）」＋「ない」と異分析されたために生じた表現である。なお、「おぼつく」という動詞は存在しない。
- ウスバカゲロウ - 薄翅+蜉蝣、すなわち、薄い羽根のカゲロウが本来の意味。薄馬鹿+下郎と解釈した場合、異分析である。

## 他言語
以下の例はいずれも異分析が語形の変化に影響したケースである。
- ロマンス諸語において、ラテン語語頭の l が俗ラテン語で定冠詞の l' と誤解され、後に不定冠詞の un の n が語頭に付く言葉がある[1]。
  - ラテン語のlibellu「レベル」 - nivel（ポルトガル語、スペイン語、ルーマニア語）、niveau（フランス語）
  - ラテン語のunicornuus「ユニコーン」 - licorne（フランス語）、逆の分析で語頭の un が l になる。
- a napron > an apron 「エプロン」- 語頭の n- が不定冠詞に奪われたもの。
- an eke name > a nickname 「ニックネーム」 - 上とは逆の例で、不定冠詞末尾の -n が死語になりつつあった eke 「さらなる」とあわせて *nick なる形態素として理解されたもの。
- asparagus > sparrow grass 「アスパラガス」 - 後者は今も使われる俗称。
- hamburgerは「ハンバーグ」（地名のハンブルクHamburgから）に-erがついたものだった。これがham＋burgerと異分析されるようになって、cheese burgerなど複合語ができ、日本語でも「お月見バーガー」（目玉焼きを挟んだもの）などが生まれた。
- 古フランス語 crevice > crayfish 「ザリガニ」 - 後半 -vice の語形がたまたま fish に似ていたことが異分析のきっかけになったもの。
- 「イスカンダル」  - 「アレクサンドロス大王」のAliskandar であったが、語頭のal-が定冠詞と勘違いされ、Iskandar と呼ばれるようになった。

語形の変化ではないが、ドイツ語で行為者を表す接尾辞 -ler (例：Kunst - Künstler)は Sattel - Sattler、Ziegel - Ziegler などの異分析によって生じたものである。